# Iegor Petrovitch Tolstoï
Pour les autres membres de la famille, voir Famille Tolstoï.
Le comte Iegor Petrovitch Tolstoï (en russe : Егор Петрович Толстой, né le 9 juillet 1802, mort le 12 mars 1874) est un général et homme politique russe, gouverneur de Kalouga (1851), gouverneur de Taganrog (1854 à 1856), gouverneur de Penza (1859), ministre de l'Intérieur (1835-1840) et sénateur (1861).

## Famille
Fils de Piotr Aleksandrovitch Tolstoï et de Maria Alexeïevna Galitzina, Ieogor Petrovitch Tolstoï épouse Varvara Petrovna Troubetzkaïa et eut une fille, Maria Iegorovna Tolstaïa.

## Biographie
Iegor Petrovitch Tolstoï reçut une solide éducation. En 1819, il incorpora le régiment d'Ouglistsk. En 1821, le comte fut transféré dans un régiment de chasseurs de la Garde impériale. En qualité d'aide de camp il servit sous les ordres du général Alexandre von Neidgart. Il fut présent lors du Congrès de Laybach (26 janvier au 12 mai 1821). Lors du conflit qui opposa le Piémont à la Russie, Iegor Petrovitch Tolstoï commanda un détachement. En 1826, le comte prit part à la guerre russo-persane de 1826-1828, en qualité d'aide de camp du général Alexandre Menchikov. Le 21 avril 1827, il fut nommé aide de camp de Nicolas Ier de Russie. En raison de son action militaire lors du siège d'Anapa (1829) au cours de la guerre russo-turque de 1828-1829, il fut décoré de l'Ordre de Saint-Georges (quatrième degré) et élevé au grade de colonel. Iegor Petrovitch Toltoï réussit à rétablir les communications entre l'armée principale et le général de corps d'armée Loggin Rot, pour ce fait d'armes, le comte reçut une épée d'or. Au cours de l'insurrection polonaise de novembre 1831, le comte participa aux actions militaires entreprises par la Russie pour réprimer le soulèvement des rebelles polonais. Pour la prise de Varsovie en 1831, Iegor Petrovitch Tolstoï reçut l'Ordre de Saint-Vladimir (troisième degré).

### Carrière politique
En 1835, Nicolas Ier de Russie nomma Iegor Petrovitch Tolstoï ministre de l'Intérieur de la Russie impériale, il demeura à ce poste jusqu'en 1840. Puis en 1851, le comte occupa les fonctions de gouverneur de Kalouga et du 27 avril 1854 à septembre 1856 celles de gouverneur de Taganrog. Pendant ce mandat, le comte et le lieutenant-général Ivan Krasnov (en) refusèrent l'ultimatum présenté par les alliés franco-britanniques, il déclara : « ne jamais renoncer à leurs villes ». Pendant les sièges de Taganrog 12 mai 1855 au 12 juillet 1855 et du 19 août au 31 août 1855, il participa également à la défense de la ville bombardée et repoussa les tentatives de débarquements des troupes franco-britanniques à Taganrog. Le 31 août 1859, Alexandre II de Russie le nomma au poste de gouverneur de Penza, le 4 août 1861, sénateur. Pour services rendus à la Russie impériale durant cinquante années, le comte fut décoré de l'Ordre de Saint-Alexandre Nevski.

### Décès
Iegor Petrovitch Tolstoï meurt le 12 mars 1874.

## Distinctions
- 1829 - Ordre de Saint-Georges (quatrième degré)
- 1831 - Ordre de Saint-Vladimir (troisième degré)
- 1870 - Ordre de Saint-Alexandre Nevski